# モバオク
モバオクは、株式会社モバオクが提供するインターネットオークションサービスの名称。
また、株式会社モバオク（英: Mobaoku Co.,Ltd.）は株式会社ディー・エヌ・エー（DeNA）の子会社であり、DeNAと同じく渋谷スクランブルスクエアに本社を構える。

## 概要
日本国内では、ヤフオク!に次ぐ日本最大級のインターネットオークションサイトである。
DeNAが携帯電話専用オークションとして開始。また同社は1999年創業時からパソコンのオークションサイト「ビッダーズ」を運営していたが、モバオクが次第にパソコンにも対応し、さらにビッダーズは2013年1月10日に「DeNAショッピング」と改称（現・au Pay マーケット）、オークションサービスは縮小され2014年3月19日に終了。DeNAのオークションサービスはモバオクに一本化された。
特徴としては月額利用料がかかるが、出品する際の落札システム利用料がかからない。支払方法は基本的にモバペイか代引きであることなどである。

## 沿革
- 2004年（平成16年）3月 - DeNAにより「モバオク」のサービスが開始される。
- 2005年（平成17年）6月 - DeNAにより子会社化され、株式会社モバオクが設立。KDDIに対する第三者割当増資を実施。
- 2009年（平成21年）5月 - パソコンからモバオクが利用できる 「モバオクPC会員制」開始。
- 2010年（平成22年）12月 - スマートフォン向けのサービス開始。
- 2013年（平成25年）4月 - DeNAの「au ショッピングモール」事業を簡易吸収分割により承継。
- 2016年（平成28年）10月 - auショッピングモール事業をKDDIに譲渡する。
- 2018年（平成30年）10月 - 今まで必要だった「自動車・バイクの車体カテゴリ」の落札システム利用料が無料化された。これにより、どの商品も落札システム利用料がかからなくなった[3]。

## モバペイ
三菱UFJ銀行、ディー・エヌ・エー共同出資の株式会社ペイジェントが提供する決済エスクローサービスの「モバペイ」がある。それにより手数料がかかるが、利用者が代金を口座に直接振り込むなどをせずに安全に取引ができる。

## モバオクポイント
モバオクが導入しているポイント制度であり、登録した後に様々なキャンペーンに参加することでポイントがもらえる。
モバペイ支払いや落札システム利用料に、1ポイント=1円で使用できる。

## 利用可能な端末とアプリ
当初は携帯電話（フィーチャーフォン）専用だったが、パソコン、スマートフォン、タブレット、Android・iOSのアプリでも使用できる。